# Water-polo aux championnats du monde de natation 2011
Navigation
édition 2009 édition 2013
Les tournois féminins et masculins de water-polo aux championnats du monde de natation de 2011 ont lieu la même année à Shanghai, en République populaire de Chine. Chez les dames, le tournoi est remporté par l’équipe de Grèce et, chez les messieurs, par l’équipe d’Italie entraînée par Alessandro Campagna.
Seize équipes participent au quatorzième championnat masculin, tandis que seize équipes participent à la dixième édition du championnat féminin.
Le championnat masculin a également pour enjeu trois places qualificatives pour les épreuves de water-polo des Jeux olympiques d'été de 2012. L'équipe de Serbie étant déjà qualifiée, ce sont les trois autres demi-finalistes qui gagnent les quotas : les équipes d’Italie, de Croatie et de Hongrie.

## Équipes qualifiées
La Fédération internationale de natation a déterminé les compétitions offrant des places qualificatives aux Championnats du monde de 2011,. La liste des qualifiés est établie au 1er mars 2011.

### Femmes
Seize équipes participent au tournoi féminin des championnats du monde.
| Compétition                           | Date                         | Lieu                            | Nombre de places | Qualifiés                   |
| ------------------------------------- | ---------------------------- | ------------------------------- | ---------------- | --------------------------- |
| Pays organisateur                     | Pays organisateur            | Pays organisateur               | 1                | Chine                       |
| Ligue mondiale 2010                   | 28 juillet au 3 août 2010    | La Jolla (États-Unis)           | 2                | États-Unis Australie        |
| Coupe du monde 2010                   | 17 au 22 août 2010           | Christchurch (Nouvelle-Zélande) | 4                | Russie Canada Hongrie Grèce |
| Championnats d'Europe 2010            | 31 août au 10 septembre 2010 | Zagreb (Croatie)                | 3                | Pays-Bas Italie Espagne     |
| Jeux asiatiques 2010                  | 15 au 17 novembre 2010       | Canton (Chine)                  | 2                | Kazakhstan Ouzbékistan      |
| Tournoi panaméricain de qualification | 23 au 27 février 2011        | São Paulo (Brésil)              | 2                | Cuba Brésil                 |
| Tournoi africain de qualification     | avant le 1er mars 2011       | à déterminer                    | 1                | Afrique du Sud              |
| Tournoi océanien de qualification     | avant le 1er mars 2011       | à déterminer                    | 1                | Nouvelle-Zélande            |
| TOTAL                                 |                              |                                 | 16               |                             |

### Hommes
Seize équipes participent au tournoi masculin des championnats du monde.
| Compétition                           | Date                         | Lieu              | Nombre de places | Qualifiés                           |
| ------------------------------------- | ---------------------------- | ----------------- | ---------------- | ----------------------------------- |
| Pays organisateur                     | Pays organisateur            | Pays organisateur | 1                | Chine                               |
| Ligue mondiale 2010                   | 13 au 18 juillet 2010        | Niš (Serbie)      | 2                | Serbie Monténégro                   |
| Coupe du monde 2010                   | 27 juillet au 1er août 2010  | Oradea (Roumanie) | 4                | Croatie Espagne États-Unis Roumanie |
| Championnats d'Europe 2010            | 31 août au 10 septembre 2010 | Zagreb (Croatie)  | 3                | Italie Hongrie Allemagne            |
| Jeux asiatiques 2010                  | 18 au 25 novembre 2010       | Canton (Chine)    | 2                | Kazakhstan Japon                    |
| Tournoi panaméricain de qualification | 9 au 14 janvier 2011         | Victoria (Canada) | 2                | Canada Brésil                       |
| Tournoi africain de qualification     | avant le 1er mars 2011       | à déterminer      | 1                | Afrique du Sud                      |
| Tournoi océanien de qualification     | avant le 1er mars 2011       | à déterminer      | 1                | Australie                           |
| TOTAL                                 |                              |                   | 16               |                                     |

## Tournois de qualification

### Tournoi panaméricain masculin de qualification
Les deux quotas masculins de l'Unión Americana de Natación sont accordés au terme d'un tournoi organisé du 9 au 14 janvier 2011, à la piscine du Saanich Commonwealth Place, dans l'agglomération de Victoria, au Canada. Trois équipes s'inscrivent.
Dans une première phase, chaque équipe affronte les deux autres. La meilleure classée se qualifie directement pour la finale, tandis que son adversaire est désigné par un match pour la troisième place. Les finalistes se qualifient pour les Championnats du monde.
| Rang | Équipe    | Pts | J | G | N | P | Bp | Bc | Diff |
| ---- | --------- | --- | - | - | - | - | -- | -- | ---- |
| 1    | Canada    | 6   | 2 | 2 | 0 | 0 | 28 | 13 | +15  |
| 2    | Brésil    | 3   | 2 | 1 | 0 | 1 | 22 | 23 | -1   |
| 3    | Argentine | 0   | 2 | 0 | 0 | 2 | 12 | 26 | -14  |

| Date       |        | Score |           | Quarts-temps          |
| ---------- | ------ | ----- | --------- | --------------------- |
| 9 janvier  | Brésil | 13-8  | Argentine | 2-4 ; 6-1 ; 3-1 ; 2-2 |
| 10 janvier | Canada | 13-4  | Argentine | 2-0 ; 4-1 ; 3-2       |
| 11 janvier | Brésil | 9-15  | Canada    | 2-3 ; 2-5 ; 2-3 ; 3-4 |

| Date        |        | Score |           | Quarts-temps                        |
| ----------- | ------ | ----- | --------- | ----------------------------------- |
| Demi-finale |        |       |           |                                     |
| 12 janvier  | Brésil | 6-5   | Argentine | 1-3 ; 3-1 ; 1-0 ; 1-1               |
| Finale      |        |       |           |                                     |
| 13 janvier  | Canada | 13-10 | Brésil    | 1-3 ; 6-2 ; 2-2 ; 0-2 P : 0-0 ; 4-1 |

P : prolongations.
| Classement final | Classement final |
| Place            | Équipe           |
| 1                | Canada           |
| 2                | Brésil           |
| ---------------- | ---------------- |
| 3                | Argentine        |

Les équipes du Canada et du Brésil se qualifient pour les Championnats du monde.

### Tournoi panaméricain féminin de qualification
Les deux quotas féminins de l'Unión Americana de Natación sont accordés au terme d'un tournoi organisé du 23 au 27 février 2011, à São Paulo, au Brésil, dans les installations du Clube Paineiras do Morumby. Trois équipes s'inscrivent.
Dans une première phase, chaque équipe affronte les deux autres. La meilleure classée se qualifie directement pour la finale, tandis que son adversaire est désigné par un match pour la troisième place. Les finalistes se qualifient pour les Championnats du monde.
| Rang | Équipe    | Pts | J | G | N | P | Bp | Bc | Diff |
| ---- | --------- | --- | - | - | - | - | -- | -- | ---- |
| 1    | Brésil    | 6   | 2 | 2 | 0 | 0 | 22 | 12 | +10  |
| 2    | Cuba      | 3   | 2 | 1 | 0 | 1 | 22 | 17 | +5   |
| 3    | Argentine | 0   | 2 | 0 | 0 | 2 | 12 | 27 | -15  |

| Date       |           | Score |           | Quarts-temps          |
| ---------- | --------- | ----- | --------- | --------------------- |
| 23 février | Brésil    | 12-5  | Argentine | 4-1 ; 3-0 ; 3-2 ; 2-2 |
| 24 février | Argentine | 7-15  | Cuba      | 0-3 ; 0-2 ; 4-5 ; 3-5 |
| 25 février | Cuba      | 7-10  | Brésil    | 2-3 ; 1-2 ; 2-1 ; 2-4 |

| Date        |        | Score |           | Quarts-temps                        |
| ----------- | ------ | ----- | --------- | ----------------------------------- |
| Demi-finale |        |       |           |                                     |
| 26 février  | Cuba   | 11-7  | Argentine | 3-1 ; 1-1 ; 3-2 ; 4-3               |
| Finale      |        |       |           |                                     |
| 27 février  | Brésil | 8-9   | Cuba      | 1-2 ; 2-3 ; 2-2 ; 3-1 P : 0-1 ; 0-0 |

P : prolongations.
| Classement final | Classement final |
| Place            | Équipe           |
| 1                | Cuba             |
| 2                | Brésil           |
| ---------------- | ---------------- |
| 3                | Argentine        |

Les équipes de Cuba et du Brésil sont qualifiées pour les championnats du monde.

## Tournoi féminin

### Tour préliminaire
Au terme du tour préliminaire, les équipes classées premières se qualifient pour les quarts de finale. Celles classées deuxièmes et troisièmes atteignent les huitièmes de finale. Les équipes ayant terminé ensuite jouent un tournoi de classement pour les places inférieures.
Le tirage au sort des groupes a lieu le 15 avril 2011.

#### Groupe A
| Rang | Équipe     | Pts | J | G | N | P | Bp | Bc | Diff |
| ---- | ---------- | --- | - | - | - | - | -- | -- | ---- |
| 1    | États-Unis | 5   | 3 | 2 | 1 | 0 | 37 | 18 | +19  |
| 2    | Pays-Bas   | 4   | 3 | 1 | 2 | 0 | 29 | 19 | +10  |
| 3    | Hongrie    | 3   | 3 | 1 | 1 | 1 | 37 | 31 | +6   |
| 4    | Kazakhstan | 0   | 3 | 0 | 0 | 3 | 13 | 48 | -35  |

| Date       |            | Score |            | Quarts-temps          |
| ---------- | ---------- | ----- | ---------- | --------------------- |
| 17 juillet | Pays-Bas   | 7-7   | États-Unis | 1-1 ; 2-2 ; 3-2 ; 1-2 |
| 17 juillet | Kazakhstan | 6-21  | Hongrie    | 3-5 ; 0-6 ; 3-6 ; 0-4 |
| 19 juillet | Hongrie    | 7-16  | États-Unis | 2-3 ; 2-4 ; 3-5 ; 0-4 |
| 19 juillet | Pays-Bas   | 13-3  | Kazakhstan | 4-1 ; 3-1 ; 3-0 ; 3-1 |
| 21 juillet | Pays-Bas   | 9-9   | Hongrie    | 3-1 ; 0-0 ; 3-3 ; 3-5 |
| 21 juillet | Kazakhstan | 4-14  | États-Unis | 3-4 ; 0-4 ; 1-2       |

#### Groupe B
| Rang | Équipe           | Pts | J | G | N | P | Bp | Bc | Diff |
| ---- | ---------------- | --- | - | - | - | - | -- | -- | ---- |
| 1    | Canada           | 6   | 3 | 3 | 0 | 0 | 43 | 17 | +26  |
| 2    | Australie        | 4   | 3 | 2 | 0 | 1 | 46 | 16 | +30  |
| 3    | Nouvelle-Zélande | 2   | 3 | 1 | 0 | 2 | 27 | 29 | -2   |
| 4    | Ouzbékistan      | 0   | 3 | 0 | 0 | 3 | 14 | 68 | -54  |

| Date       |                  | Score |                  | Quarts-temps          |
| ---------- | ---------------- | ----- | ---------------- | --------------------- |
| 17 juillet | Australie        | 7-10  | Canada           | 0-2 ; 2-3 ; 3-2       |
| 17 juillet | Nouvelle-Zélande | 19-6  | Ouzbékistan      | 4-2 ; 5-1 ; 6-1 ; 4-2 |
| 19 juillet | Ouzbékistan      | 6-22  | Canada           | 2-6 ; 1-6 ; 1-7 ; 2-3 |
| 19 juillet | Australie        | 12-4  | Nouvelle-Zélande | 3-0 ; 2-0 ; 4-2 ; 3-2 |
| 21 juillet | Australie        | 27-2  | Ouzbékistan      | 3-1 ; 9-0 ; 6-1 ; 9-0 |
| 21 juillet | Nouvelle-Zélande | 4-11  | Canada           | 2-3 ; 1-4 ; 1-2 ; 0-2 |

#### Groupe C
| Rang | Équipe  | Pts | J | G | N | P | Bp | Bc | Diff |
| ---- | ------- | --- | - | - | - | - | -- | -- | ---- |
| 1    | Grèce   | 6   | 3 | 3 | 0 | 0 | 27 | 22 | +5   |
| 2    | Russie  | 4   | 3 | 2 | 0 | 1 | 38 | 18 | +20  |
| 3    | Espagne | 2   | 3 | 1 | 0 | 2 | 29 | 32 | -3   |
| 4    | Brésil  | 0   | 3 | 0 | 0 | 3 | 16 | 38 | -22  |

| Date       |         | Score |         | Quarts-temps          |
| ---------- | ------- | ----- | ------- | --------------------- |
| 17 juillet | Brésil  | 4-15  | Russie  | 1-6 ; 1-2 ; 2-2 ; 0-5 |
| 17 juillet | Grèce   | 10-9  | Espagne | 2-3 ; 3-1 ; 3-2 ; 2-3 |
| 19 juillet | Espagne | 8-18  | Russie  | 1-4 ; 3-4 ; 3-6 ; 1-4 |
| 19 juillet | Brésil  | 8-11  | Grèce   | 2-3 ; 3-2 ; 1-3 ; 2-3 |
| 21 juillet | Brésil  | 4-12  | Espagne | 0-3 ; 2-4 ; 0-3 ; 2-2 |
| 21 juillet | Grèce   | 6-5   | Russie  | 2-2 ; 1-1 ; 2-1       |

#### Groupe D
| Rang | Équipe         | Pts | J | G | N | P | Bp | Bc | Diff |
| ---- | -------------- | --- | - | - | - | - | -- | -- | ---- |
| 1    | Italie         | 6   | 3 | 3 | 0 | 0 | 40 | 15 | +25  |
| 2    | Chine          | 4   | 3 | 2 | 0 | 1 | 50 | 21 | +29  |
| 3    | Cuba           | 1   | 3 | 0 | 1 | 2 | 19 | 40 | -21  |
| 4    | Afrique du Sud | 1   | 3 | 0 | 1 | 2 | 16 | 49 | -33  |

| Date       |                | Score |                | Quarts-temps          |
| ---------- | -------------- | ----- | -------------- | --------------------- |
| 17 juillet | Afrique du Sud | 5-22  | Chine          | 1-5 ; 0-6 ; 2-5 ; 2-6 |
| 17 juillet | Italie         | 12-4  | Cuba           | 4-1 ; 2-1 ; 3-0 ; 3-2 |
| 19 juillet | Chine          | 19-6  | Cuba           | 6-2 ; 4-0 ; 5-2 ; 4-2 |
| 19 juillet | Italie         | 18-2  | Afrique du Sud | 4-2 ; 5-0 ; 4-0       |
| 21 juillet | Afrique du Sud | 9-9   | Cuba           | 3-3 ; 1-1 ; 4-4       |
| 21 juillet | Italie         | 10-9  | Chine          | 4-2 ; 2-1 ; 3-3 ; 1-3 |

### Phase finale
| Date                |            | Score |                  | Quarts-temps                        |
| ------------------- | ---------- | ----- | ---------------- | ----------------------------------- |
| Huitièmes de finale |            |       |                  |                                     |
| 23 juillet          | Pays-Bas   | 14-6  | Nouvelle-Zélande | 6-2 ; 2-0 ; 3-3 ; 3-1               |
| 23 juillet          | Australie  | 10-9  | Hongrie          | 3-2 ; 2-2 ; 3-1 ; 2-4               |
| 23 juillet          | Russie     | 26-4  | Cuba             | 5-1 ; 8-0 ; 6-1 ; 7-2               |
| 23 juillet          | Chine      | 15-6  | Espagne          | 7-2 ; 2-1 ; 3-2 ; 3-1               |
| Quarts de finale    |            |       |                  |                                     |
| 25 juillet          | États-Unis | 7-9   | Russie           | 2-0 ; 3-2 ; 1-5 ; 1-2               |
| 25 juillet          | Canada     | 7-9   | Chine            | 2-3 ; 2-2 ; 3-3 ; 0-1               |
| 25 juillet          | Grèce      | 12-10 | Pays-Bas         | 3-4 ; 5-1 ; 2-3 ; 2-2               |
| 25 juillet          | Italie     | 14-12 | Australie        | 0-1 ; 4-0 ; 4-6 ; 0-1 P : 1-0 ; 5-3 |
| Demi-finales        |            |       |                  |                                     |
| 27 juillet          | Russie     | 12-13 | Chine            | 3-4 ; 3-3 ; 3-2 ; 3-4               |
| 27 juillet          | Grèce      | 14-11 | Italie           | 3-2 ; 5-3 ; 3-3                     |
| Finale              |            |       |                  |                                     |
| 29 juillet          | Chine      | 8-9   | Grèce            | 2-2 ; 0-2 ; 4-4 ; 2-1               |

P : prolongations.

### Phase de classement
| Date                     |             | Score |                | Quarts-temps          |
| ------------------------ | ----------- | ----- | -------------- | --------------------- |
| De la 13e à la 16e place |             |       |                |                       |
| 23 juillet               | Kazakhstan  | 14-13 | Ouzbékistan    | 4-2 ; 2-4 ; 4-2 ; 4-5 |
| 23 juillet               | Brésil      | 10-9  | Afrique du Sud | 3-2 ; 3-1 ; 2-2 ; 2-4 |
| 15e/16e                  |             |       |                |                       |
| 25 juillet               | Ouzbékistan | 5-6   | Afrique du Sud | 0-1 ; 2-2 ; 2-1 ; 1-2 |
| 13e/14e                  |             |       |                |                       |
| 25 juillet               | Kazakhstan  | 9-5   | Brésil         | 2-1 ; 2-2 ; 2-0 ; 3-2 |

| Date                    |                  | Score |         | Quarts-temps          |
| ----------------------- | ---------------- | ----- | ------- | --------------------- |
| De la 9e à la 12e place |                  |       |         |                       |
| 25 juillet              | Nouvelle-Zélande | 10-11 | Cuba    | 2-3 ; 4-3 ; 3-2 ; 1-3 |
| 25 juillet              | Hongrie          | 17-13 | Espagne | 5-3 ; 5-3 ; 4-3 ; 3-4 |
| 11e/12e                 |                  |       |         |                       |
| 27 juillet              | Nouvelle-Zélande | 7-15  | Espagne | 2-3 ; 1-6 ; 2-4 ; 2-2 |
| 9e/10e                  |                  |       |         |                       |
| 27 juillet              | Cuba             | 7-12  | Hongrie | 2-4 ; 3-2 ; 0-5 ; 2-1 |

| Date                   |            | Score |           | Quarts-temps          |
| ---------------------- | ---------- | ----- | --------- | --------------------- |
| De la 5e à la 8e place |            |       |           |                       |
| 27 juillet             | États-Unis | 8-4   | Canada    | 2-2 ; 2-0 ; 2-1       |
| 27 juillet             | Pays-Bas   | 7-12  | Australie | 1-4 ; 2-4 ; 3-3 ; 1-1 |
| 7e/8e                  |            |       |           |                       |
| 29 juillet             | Canada     | 7-8   | Pays-Bas  | 2-0 ; 1-3 ; 3-4 ; 1-1 |
| 5e/6e                  |            |       |           |                       |
| 29 juillet             | États-Unis | 5-10  | Australie | 2-1 ; 0-4 ; 2-4 ; 1-1 |

| Date            |        | Score |        | Quarts-temps          |
| --------------- | ------ | ----- | ------ | --------------------- |
| 3e et 4e places |        |       |        |                       |
| 29 juillet      | Russie | 8-7   | Italie | 4-0 ; 2-1 ; 2-6 ; 0-0 |

### Tableau d’honneur

#### Classement final
|                    | Équipes          |
| ------------------ | ---------------- |
| Médaille d'or      | Grèce            |
| Médaille d'argent  | Chine            |
| Médaille de bronze | Russie           |
| 4                  | Italie           |
| 5                  | Australie        |
| 6                  | États-Unis       |
| 7                  | Pays-Bas         |
| 8                  | Canada           |
| 9                  | Hongrie          |
| 10                 | Cuba             |
| 11                 | Espagne          |
| 12                 | Nouvelle-Zélande |
| 13                 | Kazakhstan       |
| 14                 | Brésil           |
| 15                 | Afrique du Sud   |
| 16                 | Ouzbékistan      |

#### Honneurs
La meilleure marqueuse du tournoi féminin est Sun Yating (Chine) avec vingt-cinq buts.
Pour la presse accréditée, la meilleure joueuse est Ma Huanhuan également de l'équipe de Chine. Avec Sun, elle est incluse dans l'équipe idéale composée de Roberta Bianconi (Italie), Blanca Gil (Espagne), la gardienne Elena Kouvdou (Grèce), Iekaterina Prokofieva (Russie) et Antigoni Roumpesi (Grèce).

## Tournoi masculin

### Tour préliminaire
Au terme du tour préliminaire, les équipes classées premières se qualifient pour les quarts de finale. Celles classées deuxièmes et troisièmes atteignent les huitièmes de finale. Les équipes ayant terminé ensuite jouent un tournoi de classement pour les places inférieures.
Le tirage au sort des groupes a lieu le 15 avril 2011.

#### Groupe A
| Rang | Équipe     | Pts | J | G | N | P | Bp | Bc | Diff |
| ---- | ---------- | --- | - | - | - | - | -- | -- | ---- |
| 1    | Hongrie    | 6   | 3 | 3 | 0 | 0 | 39 | 26 | +13  |
| 2    | Monténégro | 4   | 3 | 2 | 0 | 1 | 35 | 23 | +12  |
| 3    | Espagne    | 2   | 3 | 1 | 0 | 2 | 36 | 26 | +10  |
| 4    | Kazakhstan | 0   | 3 | 0 | 0 | 3 | 15 | 50 | -35  |

| Date       |            | Score |            | Quarts-temps          |
| ---------- | ---------- | ----- | ---------- | --------------------- |
| 18 juillet | Hongrie    | 11-10 | Monténégro | 2-3 ; 3-2 ; 2-4 ; 4-1 |
| 18 juillet | Kazakhstan | 5-18  | Espagne    | 1-3 ; 0-4 ; 2-5 ; 2-6 |
| 20 juillet | Espagne    | 7-9   | Monténégro | 1-3 ; 1-2 ; 2-1 ; 3-3 |
| 20 juillet | Hongrie    | 16-5  | Kazakhstan | 4-1 ; 4-0 ; 3-2 ; 5-2 |
| 22 juillet | Hongrie    | 12-11 | Espagne    | 5-5 ; 4-3 ; 2-1 ; 1-2 |
| 22 juillet | Kazakhstan | 5-16  | Monténégro | 2-5 ; 0-5 ; 0-2 ; 3-4 |

#### Groupe B
| Rang | Équipe    | Pts | J | G | N | P | Bp | Bc | Diff |
| ---- | --------- | --- | - | - | - | - | -- | -- | ---- |
| 1    | Serbie    | 6   | 3 | 3 | 0 | 0 | 41 | 23 | +18  |
| 2    | Australie | 4   | 3 | 2 | 0 | 1 | 30 | 27 | +3   |
| 3    | Roumanie  | 2   | 3 | 1 | 0 | 2 | 27 | 31 | -4   |
| 4    | Chine     | 0   | 3 | 0 | 0 | 3 | 26 | 43 | -17  |

| Date       |           | Score |           | Quarts-temps          |
| ---------- | --------- | ----- | --------- | --------------------- |
| 18 juillet | Roumanie  | 8-9   | Australie | 2-1 ; 2-1 ; 3-3 ; 1-4 |
| 18 juillet | Serbie    | 17-5  | Chine     | 5-1 ; 3-0 ; 2-2 ; 7-2 |
| 20 juillet | Serbie    | 12-5  | Roumanie  | 3-1 ; 3-1 ; 3-2       |
| 20 juillet | Australie | 12-7  | Chine     | 1-2 ; 1-2 ; 3-2 ; 7-1 |
| 22 juillet | Serbie    | 12-9  | Australie | 5-3 ; 2-1 ; 3-2 ; 2-3 |
| 22 juillet | Roumanie  | 14-10 | Chine     | 2-3 ; 3-3 ; 5-0 ; 4-4 |

#### Groupe C
| Rang | Équipe  | Pts | J | G | N | P | Bp | Bc | Diff |
| ---- | ------- | --- | - | - | - | - | -- | -- | ---- |
| 1    | Croatie | 6   | 3 | 3 | 0 | 0 | 43 | 16 | +27  |
| 2    | Canada  | 4   | 3 | 2 | 0 | 1 | 28 | 25 | +3   |
| 3    | Japon   | 2   | 3 | 1 | 0 | 2 | 25 | 40 | -15  |
| 4    | Brésil  | 0   | 3 | 0 | 0 | 3 | 25 | 40 | -15  |

| Date       |        | Score |         | Quarts-temps          |
| ---------- | ------ | ----- | ------- | --------------------- |
| 18 juillet | Brésil | 5-14  | Croatie | 0-5 ; 1-3 ; 3-4 ; 1-2 |
| 18 juillet | Japon  | 5-11  | Canada  | 1-3 ; 2-2 ; 0-3 ; 2-3 |
| 20 juillet | Canada | 4-11  | Croatie | 1-3 ; 3-3 ; 0-3 ; 0-2 |
| 20 juillet | Brésil | 11-13 | Japon   | 4-2 ; 2-4 ; 1-3 ; 4-4 |
| 22 juillet | Brésil | 9-13  | Canada  | 1-2 ; 1-4 ; 3-4 ; 4-3 |
| 22 juillet | Japon  | 7-18  | Croatie | 1-6 ; 1-3 ; 2-4 ; 3-5 |

#### Groupe D
| Rang | Équipe         | Pts | J | G | N | P | Bp | Bc | Diff |
| ---- | -------------- | --- | - | - | - | - | -- | -- | ---- |
| 1    | Italie         | 6   | 3 | 3 | 0 | 0 | 32 | 12 | +20  |
| 2    | Allemagne      | 4   | 3 | 2 | 0 | 1 | 31 | 22 | +9   |
| 3    | États-Unis     | 2   | 3 | 1 | 0 | 2 | 32 | 20 | +12  |
| 4    | Afrique du Sud | 0   | 3 | 0 | 0 | 3 | 12 | 53 | -41  |

| Date       |                | Score |                | Quarts-temps          |
| ---------- | -------------- | ----- | -------------- | --------------------- |
| 18 juillet | États-Unis     | 7-9   | Allemagne      | 0-4 ; 2-2 ; 4-1 ; 1-2 |
| 18 juillet | Italie         | 17-1  | Afrique du Sud | 5-0 ; 3-0 ; 5-0 ; 4-1 |
| 20 juillet | Afrique du Sud | 8-16  | Allemagne      | 2-3 ; 2-4 ; 1-4 ; 3-5 |
| 20 juillet | États-Unis     | 5-8   | Italie         | 1-2 ; 1-2 ; 1-3 ; 2-1 |
| 22 juillet | États-Unis     | 20-3  | Afrique du Sud | 5-0 ; 4-1 ; 5-0 ; 6-2 |
| 22 juillet | Italie         | 7-6   | Allemagne      | 2-3 ; 1-2 ; 2-1 ; 2-0 |

### Phase finale
| Date                |            | Score |            | Quarts-temps                        |
| ------------------- | ---------- | ----- | ---------- | ----------------------------------- |
| Huitièmes de finale |            |       |            |                                     |
| 24 juillet          | Monténégro | 8-4   | Roumanie   | 2-1 ; 1-2 ; 3-0 ; 2-1               |
| 24 juillet          | Australie  | 8-9   | Espagne    | 1-2 ; 1-3 ; 4-3 ; 2-1               |
| 24 juillet          | Canada     | 4-17  | États-Unis | 2-5 ; 0-6 ; 2-4 ; 0-2               |
| 24 juillet          | Allemagne  | 8-6   | Japon      | 3-3 ; 1-0 ; 3-2 ; 1-1               |
| Quarts de finale    |            |       |            |                                     |
| 26 juillet          | Hongrie    | 9-8   | États-Unis | 1-3 ; 3-2 ; 2-1                     |
| 26 juillet          | Serbie     | 9-4   | Allemagne  | 2-0 ; 0-1 ; 4-3 ; 3-0               |
| 26 juillet          | Croatie    | 9-6   | Monténégro | 2-2 ; 2-1 ; 4-0 ; 1-3               |
| 26 juillet          | Italie     | 10-6  | Espagne    | 2-1 ; 3-3 ; 3-1 ; 2-1               |
| Demi-finales        |            |       |            |                                     |
| 28 juillet          | Hongrie    | 14-15 | Serbie     | 2-1 ; 7-5 ; 3-3 ; 1-4 P : 0-1 ; 1-1 |
| 28 juillet          | Croatie    | 8-9   | Italie     | 0-1 ; 1-2 ; 3-5 ; 4-1               |
| Finale              |            |       |            |                                     |
| 30 juillet          | Serbie     | 7-8   | Italie     | 0-1 ; 2-0 ; 1-4 ; 3-1 P : 1-2 ; 0-0 |

P : prolongations.

### Phase de classement
| Date                     |            | Score |                | Quarts-temps          |
| ------------------------ | ---------- | ----- | -------------- | --------------------- |
| De la 13e à la 16e place |            |       |                |                       |
| 24 juillet               | Kazakhstan | 8-7   | Chine          | 2-2 ; 3-2 ; 2-0 ; 1-3 |
| 24 juillet               | Brésil     | 7-4   | Afrique du Sud | 4-0 ; 0-1 ; 1-2 ; 2-1 |
| 15e/16e                  |            |       |                |                       |
| 26 juillet               | Chine      | 9-4   | Afrique du Sud | 3-1 ; 2-2 ; 2-0 ; 2-1 |
| 13e/14e                  |            |       |                |                       |
| 26 juillet               | Kazakhstan | 9-7   | Brésil         | 3-0 ; 1-3 ; 2-2 ; 3-2 |

| Date                    |           | Score |           | Quarts-temps          |
| ----------------------- | --------- | ----- | --------- | --------------------- |
| De la 9e à la 12e place |           |       |           |                       |
| 26 juillet              | Roumanie  | 8-12  | Canada    | 2-2 ; 2-4 ; 3-3 ; 1-3 |
| 26 juillet              | Australie | 15-9  | Japon     | 6-4 ; 1-1 ; 3-1 ; 5-3 |
| 11e/12e                 |           |       |           |                       |
| 28 juillet              | Roumanie  | 15-18 | Japon     | 4-3 ; 3-5 ; 5-5       |
| 9e/10e                  |           |       |           |                       |
| 28 juillet              | Canada    | 6-8   | Australie | 2-0 ; 1-2 ; 2-3 ; 1-3 |

| Date                   |            | Score |            | Quarts-temps          |
| ---------------------- | ---------- | ----- | ---------- | --------------------- |
| De la 5e à la 8e place |            |       |            |                       |
| 28 juillet             | États-Unis | 9-8   | Allemagne  | 4-2 ; 4-2 ; 0-2 ; 1-2 |
| 28 juillet             | Monténégro | 9-10  | Espagne    | 2-2 ; 3-5 ; 2-1 ; 2-2 |
| 7e/8e                  |            |       |            |                       |
| 30 juillet             | Allemagne  | 5-8   | Monténégro | 3-4 ; 1-3 ; 1-1 ; 0-0 |
| 5e/6e                  |            |       |            |                       |
| 30 juillet             | États-Unis | 10-11 | Espagne    | 0-4 ; 3-2 ; 4-3       |

| Date            |         | Score |         | Quarts-temps          |
| --------------- | ------- | ----- | ------- | --------------------- |
| 3e et 4e places |         |       |         |                       |
| 30 juillet      | Hongrie | 11-12 | Croatie | 2-5 ; 2-3 ; 5-3 ; 2-1 |

### Tableau d’honneur

#### Classement final
|                    | Équipes        |
| ------------------ | -------------- |
| Médaille d'or      | Italie         |
| Médaille d'argent  | Serbie         |
| Médaille de bronze | Croatie        |
| 4                  | Hongrie        |
| 5                  | Espagne        |
| 6                  | États-Unis     |
| 7                  | Monténégro     |
| 8                  | Allemagne      |
| 9                  | Australie      |
| 10                 | Canada         |
| 11                 | Japon          |
| 12                 | Roumanie       |
| 13                 | Kazakhstan     |
| 14                 | Brésil         |
| 15                 | Chine          |
| 16                 | Afrique du Sud |

#### Équipe championne du monde
- Stefano Tempesti, Amaurys Perez, Niccolo Gitto, Pietro Figlioli, Alex Giorgetti, Maurizio Felugo, Niccolo Figari, Valentino Gallo, Christian Presciutti, Deni Fiorentini, Matteo Aicardi, Arnaldo Deserti, Giacomo Pastorino

#### Honneurs
Le meilleur buteur du tournoi masculin est Cosmin Radu (Roumanie) avec vingt réalisations.
Pour la presse accréditée, le meilleur joueur est Filip Filipović (Serbie). Avec Radu, il est inclus dans l'équipe idéale composée du gardien Stefano Tempesti (Italie) et des joueurs de champ Miho Bošković (Croatie), Alex Giorgetti (Italie), Norbert Madaras (Hongrie) et Andrija Prlainović (Serbie).